# Figurína

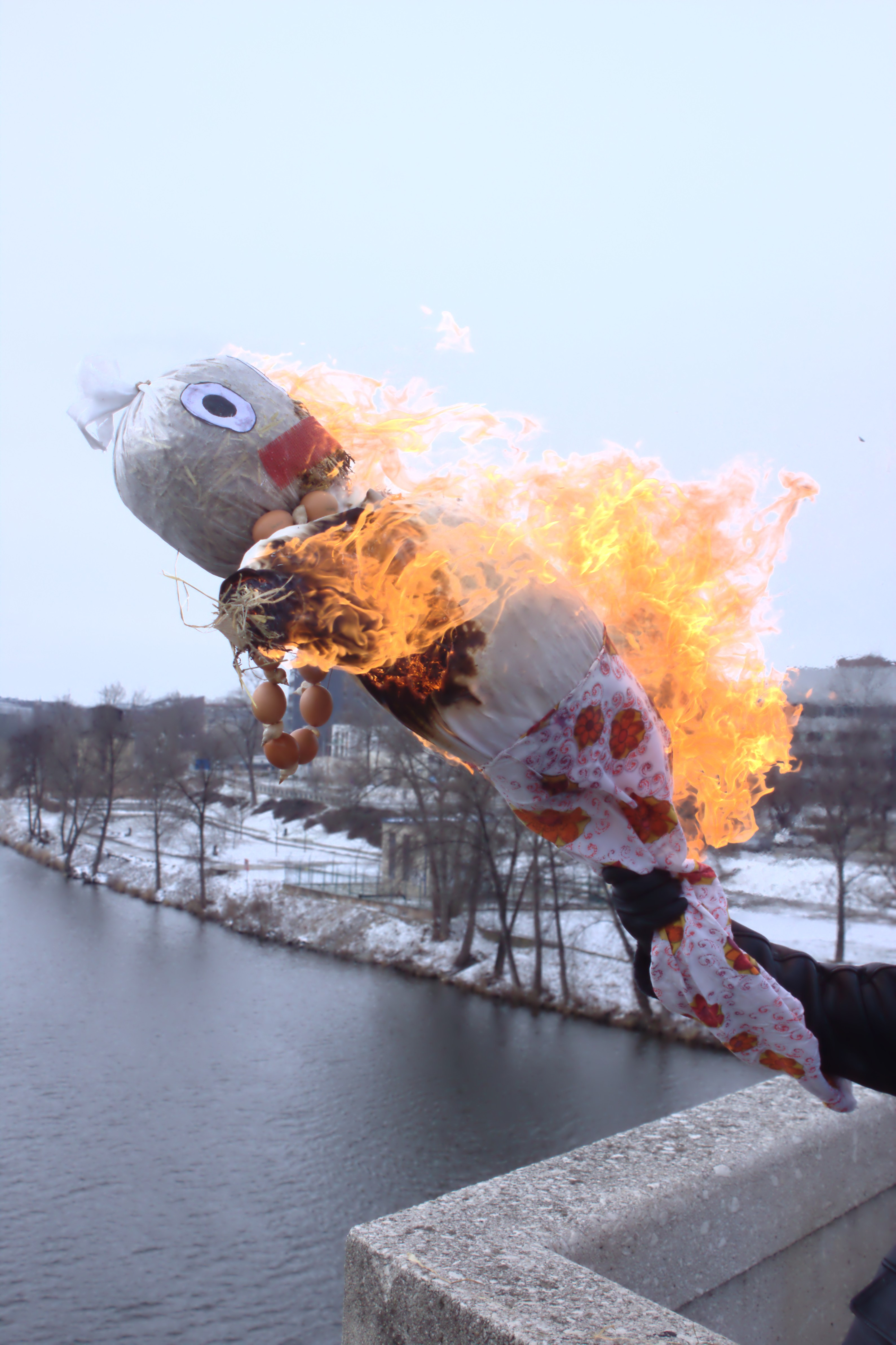
Hořící Morana v Praze, 2018

Figurína je uměle zhotovená postava zobrazující člověka, ať už konkrétního nebo obecnou postavou, případně jiného tvora. Figurína člověka, zpravidla užívaná k prezentaci oděvů a bez osobních rysů, se nazývá manekýn nebo manekýna, odlišné figuríny se pak používají při výuce lékařství. Kromě toho se figuríny objevují v mnoha náboženských, lidových i politických rituálech, při kterých jsou často symbolicky ponižovány skrze své zničení, typicky spálení.

## Náboženské a lidové figuríny
- čarodějnice, pálená o českém pálení čarodějnic[1]
- Dziewana a Morana, dvě modly vynášené na bidlech ve středověkém Polsku podle kronikáře Jana Długosze.[2]
- German, Džerman, Kalojan či Skalojan, hliněná figurína házená v severním Bulharsku a přilehlých srbských oblastech do řeky na zajištění vláhy polí.[2]
- Guy Fawkes, pálený o britské noci Guy Fawkese
- Kamenování satana během muslimské pouti hadždž, kde je namísto figuríny použita zeď.
- Jidáš pálený o Zeleném čtvrtku v několika obcích kolem Vysokého Mýta,[3] a další formy vodění Jidáše.
- král, figurína ze slámy, házená do vody o českých králenských slavnostech.[2]
- Kostroma nebo Kostruboňka házení do vody v Rusku a na Ukrajině.* Marena, topená na Ivana Kupala, tedy na svatojánskou noc.[2]
- Maslenica (Мaсленица), figurína, která je upálena, případně i pohřbena, na konci stejnojmenného ruského svátku, odpovídajícího masopustu.[2]
- Masopust či Bakchus, někdy nahrazený basou či maskou kobyly, souzený a pohřbívaný na konci českého masopustu.[3]
- Marena a Kupalo, topení na Ivana Kupala, tedy na svatojánskou noc.[2]
- proutěný muž, podle římských zdrojů obrovská figurína z proutí naplněná lidmi a zvířaty užívaná při obětování keltskými druidy[4]
- Rávana, figurína stejnojmenného démonického krále pálená o hinduistickém svátku Dasara.
- Smrt, Smrtka, Morana, Mořena a podobně je během českého vynášení smrti topena, někdy namísto toho pálena či pohřbívána. Někdy se navíc vynáší i Smrťák.[3] Obdobná figurína je vynášena i na Slovensku a v Lužici.[2]